# Низкотемпературное спекание
Низкотемпературное спекание (англ. low temperature sintering) — процесс спекания порошковых прессовок и отливок из суспензий при атмосферном давлении без применения дополнительных высокоэнергетических воздействий (давление, электрический разряд), реализуемый при температурах, более, чем на 100 градусов ниже температуры спекания при использовании традиционных источников сырья.

## Описание
К наиболее распространенным методам снижения температуры спекания относят:
- использование легкоплавких добавок, облегчающих скольжение кристаллитов на начальных стадиях спекания и межзёренный массоперенос через прослойку жидкости на границах зёрен на последующих стадиях;
- увеличение дисперсности исходного порошка, также облегчающее смещение частиц на начальных стадиях спекания и приводящее к увеличению роли поверхностной и зернограничной диффузии по сравнению с объёмной вследствие более высокой удельной поверхности материала сырой прессовки;
- гетеровалентное допирование исходных соединений с целью повышения концентрации дефектов кристаллической решётки и увеличения таким образом диффузионной подвижности материала.

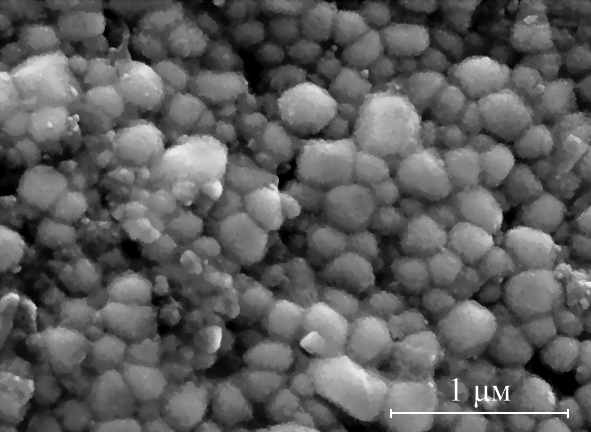
Керамика BiNbO_{4}, полученная низкотемпературным спеканием при 720 °С.

Увеличение дисперсности исходных порошков обычно достигается за счёт их синтеза с применением методов химической гомогенизации или интенсивного механического/механохимического воздействия.
Весьма эффективной, хотя и редко реализуемой на практике разновидностью низкотемпературного спекания, является так называемое наноспекание (nanosintering), основанное на явлении самопроизвольного уплотнения неагрегированных монодисперсных нанопорошков некоторых видов материалов при температурах на 300–500 градусов ниже температур традиционного (высокотемпературного) спекания.
Низкотемпературное спекание является одним из методов получения нанокерамики.	